# Political Liberalism

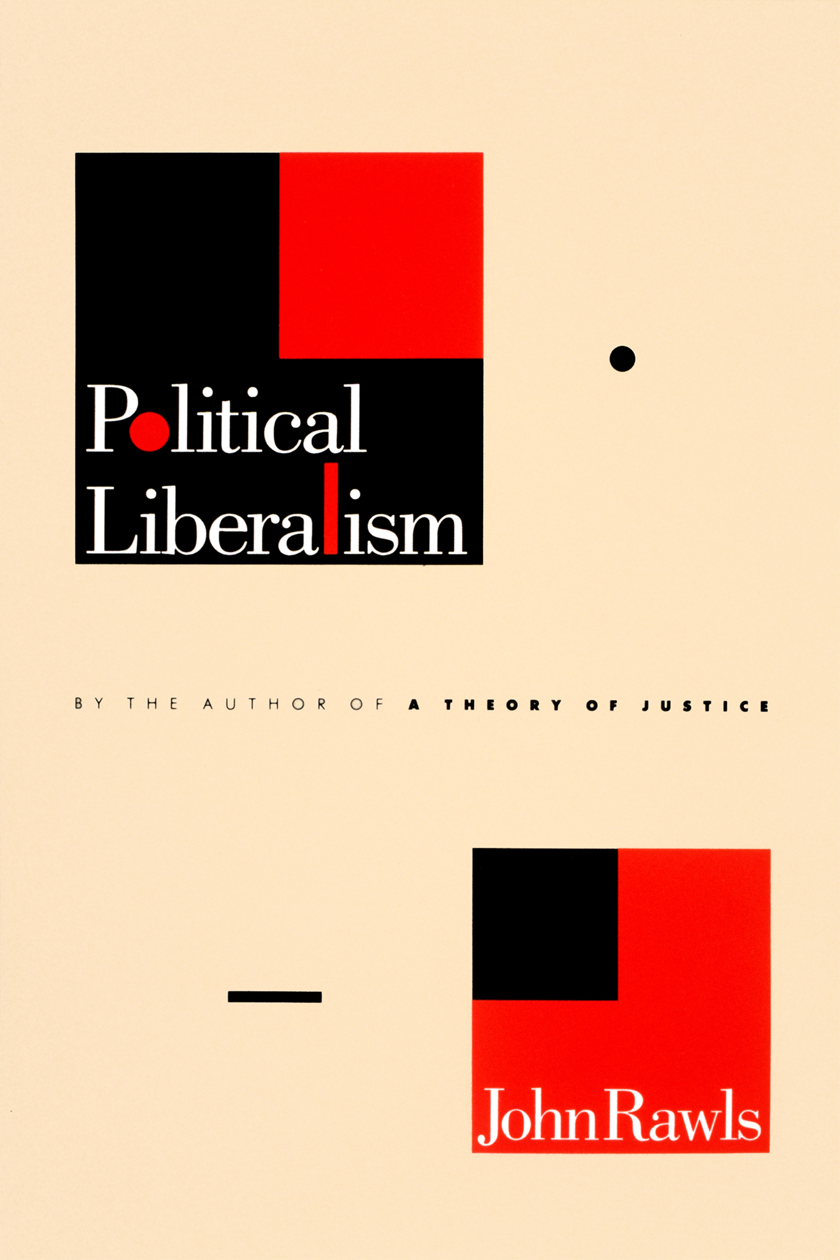

Political Liberalism är ett verk i politisk filosofi av den amerikanske filosofen John Rawls från 1993. Detta verk, som delvis bygger på artiklar och föreläsningar som Rawls höll under 1980-talet, men som omformulerar detta material och sätter in det i ett nytt sammanhang, försöker förbättra Rawls tidigare verk, En teori om rättvisa (1971). Det stora problemet med En teori om rättvisa, menar Rawls, var att han där behandlade sin rättviseteori, "rättvisa som skälighet" (justice as fairness), som en moralisk teori vilkensomhelst, på samma nivå som kristen etik eller utilitarism.
Nu vill Rawls göra en uppdelning mellan politiska och genomgripande (comprehensive) uppfattningar om rättvisa. En politisk rättviseuppfattning tar inte ställning i metafysiska och moralteoretiska frågor, medan en genomgripande uppfattning gör det. Rättvisa som skälighet, som Rawls formulerade teorin i En teori om rättvisa, var en genomgripande uppfattning. Men Rawls har nu insett det han kallar för "den förnuftiga pluralismens faktum" (the fact of reasonable pluralism): förnuftiga och rimliga människor som tillåts använda sitt förnuft fritt kommer att komma fram till skilda och motstridiga genomgripande uppfattningar om det goda. Detta kommer de att göra, därför att alla människor som har att ta ställning till frågor om det högsta goda och centrala metafysiska och moraliska sanningar ställs inför oerhörda svårigheter när de ska komma fram till ett ställningstagande. Även om det skulle finnas ett enda svar därute är vi människor för kognitivt begränsade för att kunna enas om det.
Rawls menar därför att han måste göra två saker. Dels måste han omformulera rättvisa som skälighet som en politisk hellre än en metafysisk rättviseuppfattning, men han måste också ge sig på en mycket större och allvarligare fråga: givet den förnuftiga pluralismens faktum, är rättvisa över huvud taget möjligt i ett samhälle där det finns så mycket djupgående och permanent oenighet även bland rimliga och förnuftiga människor?
Rawls besvarar frågan jakande, genom att ge en historiebeskrivning. Under antiken och medeltiden fanns det i allmänhet en enda genomgripande uppfattning om det goda i samhället, och denna uppfattning upprätthölls och försvarades av staten. Men i och med reformationen splittrades den västerländska kristendomen i två, och religionskrig utbröt, som kulminerade i trettioåriga kriget. Detta krig ledde till att de båda parterna, protestantismen och katolicismen, insåg att ingendera sidan skulle kunna vinna en avgörande seger, åtminstone inte till ett pris som var i närheten av att vara acceptabelt, och därmed accepterade man varandras existens, vilket fastställdes i westfaliska freden. Men så småningom började man betrakta denna samlevnad och denna tolerans som någonting värdefullt i sig, och man började erkänna individens samvetsfrihet att själv bilda sig en uppfattning i religiösa frågor, en samvetsfrihet som sedan gradvis utsträcktes till andra områden, som politiken och moralen, vilket lägger grunden för politisk liberalism i modern mening.
Rawls poäng är att på detta sätt har förnuftiga och rimliga genomgripande uppfattningar om det goda kommit att erkänna den förnuftiga pluralismens faktum, och kommit att värdesätta det. Han menar att varje försök att påtvinga ett modernt, demokratiskt samhälle en enda genomgripande uppfattning om det goda skulle kräva ett oacceptabelt mått av tvång, och sålunda att den som förnekar värdet av den förnuftiga pluralismens faktum förnekar värdet av att förnuftiga individer själva bildar sig en uppfattning om det goda.
Men genom att visa att förnuftiga och rimliga genomgripande uppfattningar accepterar den förnuftiga pluralismens faktum hoppas Rawls kunna visa att den politiska liberalismen, dvs. en teori som försvarar ett liberalt samhällsskick utan att binda sig vid någon metafysisk eller genomgripande teori, kan vara stabil av rätt skäl. Att vara stabil av rätt skäl innebär att politisk liberalism inte endast utgör ett modus vivendi, villkor för ett vapenstillestånd mellan grupper som hellre skulle vilja förinta varandra, utan att den aktivt värdesätts av samtliga förnuftiga och rimliga genomgripande uppfattningar.
Detta kan ske genom att den politiska liberalismen utgör föremålet för en överlappande konsensus: olika förnuftiga och rimliga genomgripande uppfattningar accepterar den politiska liberalismen som en del av sina egna politiska teorier, men av helt olika och motstridiga skäl. När den politiska liberalismen är fastlagd finns det också möjlighet att inom dess ramar införa en mer detaljerad rättviseuppfattning, till exempel Rawls egen rättvisa som skälighet. På detta sätt hoppas Rawls visa att rättvisa är möjligt även i ett samhälle som kännetecknas av djup och genomgående oenighet i många moraliska, metafysiska och filosofiska frågor, och sålunda rädda sin rättviseteori från ogenomförbarhet.
Political Liberalism har givit upphov till diskussioner bland politiska filosofer, där vissa menar att Rawls frångår de teorier han lade fram i En teori om rättvisa, medan andra menar att Political Liberalism i själva verket utgör Rawls mest bestående bidrag till den politiska filosofin. Åter andra menar att Rawls egentligen misslyckas med sitt mål, och att rättvisa som skälighet kvarstår som en lika kontroversiell och genomgripande teori som tidigare.